# 红旗街道 (白山市)
红旗街道，是中华人民共和国吉林省白山市浑江区下辖的一个乡镇级行政单位。

## 行政区划
红旗街道下辖以下地区：
红星社区、民中社区、建设社区、乐民社区、金河社区和建行社区。